# Rocha metassedimentar
Rocha metassedimentar é a designação dada em geologia e petrologia a uma rocha metamórfica que tem como percursor uma rocha sedimentar. Esse tipo de rocha é formada pela deposição e solidificação de sedimentos que após soterramento foram submetidos a altas pressões e temperaturas, fazendo com que a rocha recristalize. A composição geral de uma rocha metassedimentar pode ser usada para identificar a rocha sedimentar original, mesmo onde tenha sofrido metamorfismo de alto grau e intensa deformação.

## Tipos de rochas metassedimentares
| Rocha sedimentar                           | Equivalente metamórfico |
| ------------------------------------------ | ----------------------- |
| Puro calcário                              | Mármore                 |
| Calcário impuro (rico em sílica ou argila) | Rocha calciossilicática |
| Lamito                                     | Pelito                  |
| Siltito                                    | Semi-pelito             |
| Arenito                                    | Psamito, Quartzito      |
| Conglomerado                               | Metaconglomerado        |
| Argilito                                   | Ardósia                 |